# Военные лыжники

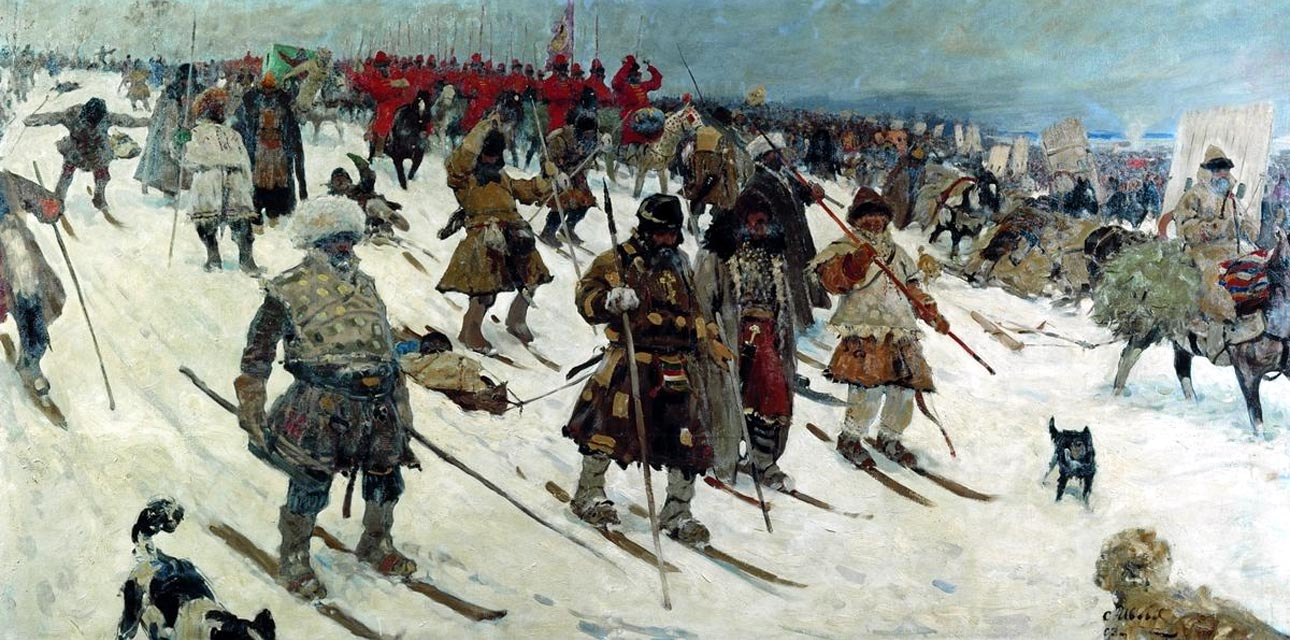
С. В. Иванов. «Поход Русского войска, XVI век» (1903 год).

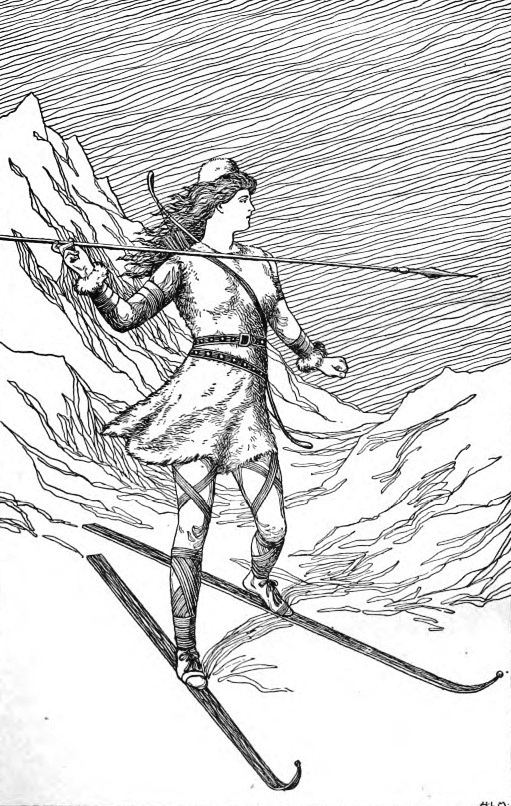
Богиня Скади, на лыжах.

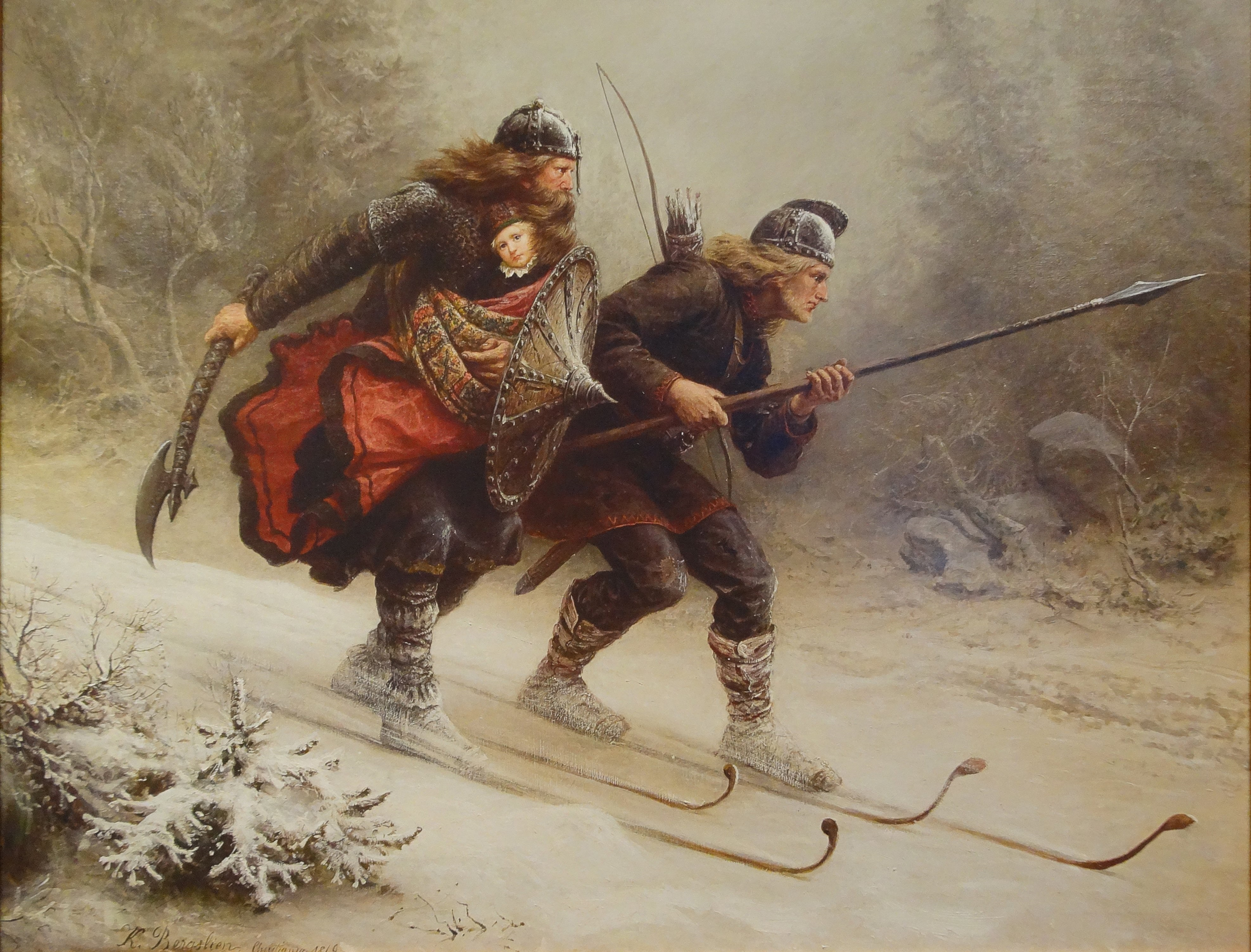
Норвежские лыжники, биркебейнеры.

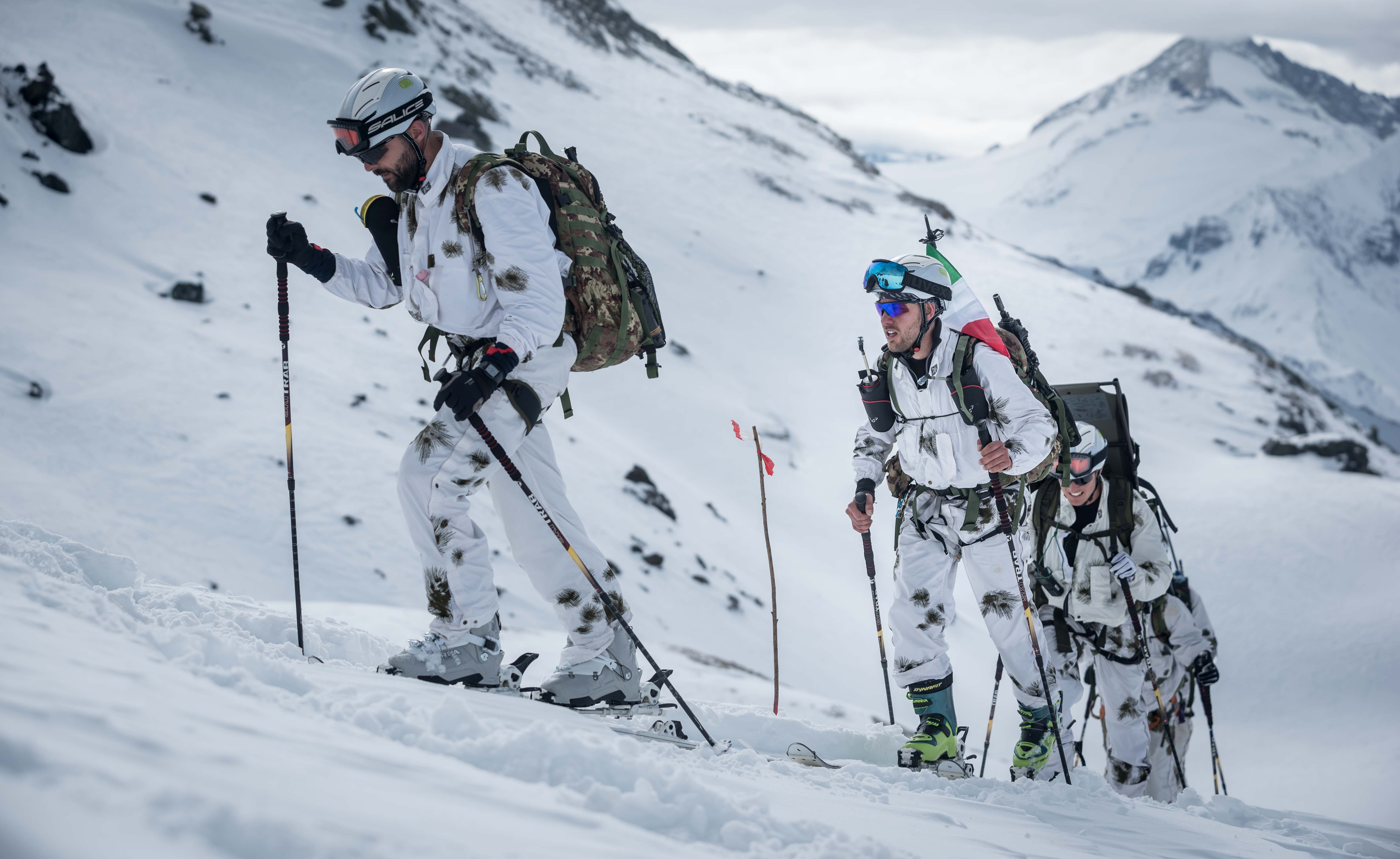
Современные военные лыжники, 2017 год.

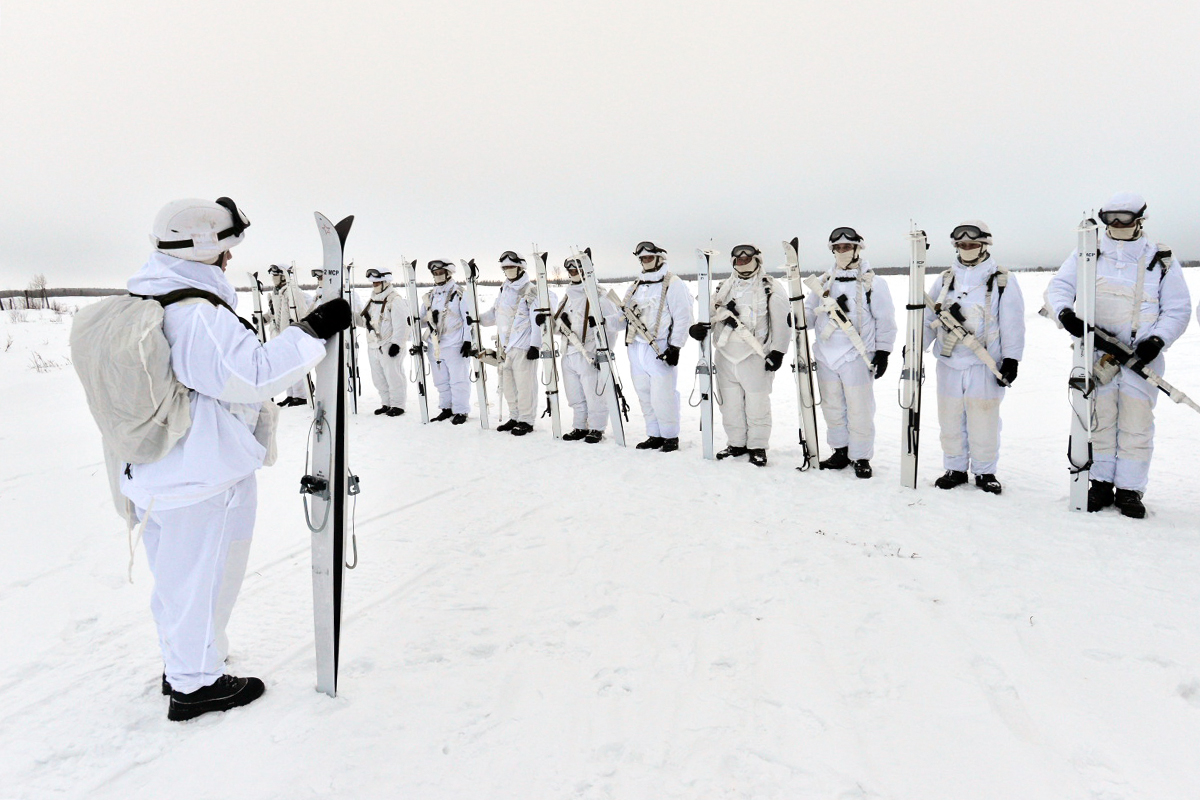
Российские военные лыжники 2017 год.

Военные лыжники — формирования стрелковых войск (пехоты), использующие лыжи зимой или в северных, полярных (арктических, антарктических) и горных территориях, для ведения боевых действий и в повседневной деятельности при передвижениях или использование лыж в военном деле.
В литературе встречаются названия — лыжные формирования, лыжные отряды, боевые лыжники, лыжные войска, «снежная кавалерия», арктические стрелки. На Руси (в России), на время зимних походов по защите Отечества из людей, умевших ходить на лыжах, сформировывалась лыжная рать. По скорости и дальности передвижения в условиях заснеженной местности были сравнимы с лёгкой кавалерией.[значимость факта?]. В вооружённых силах СССР все формирования получали лыжную подготовку.

## История

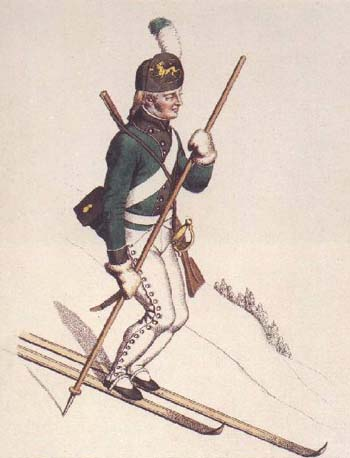
Норвежский солдат на лыжах 1811 год

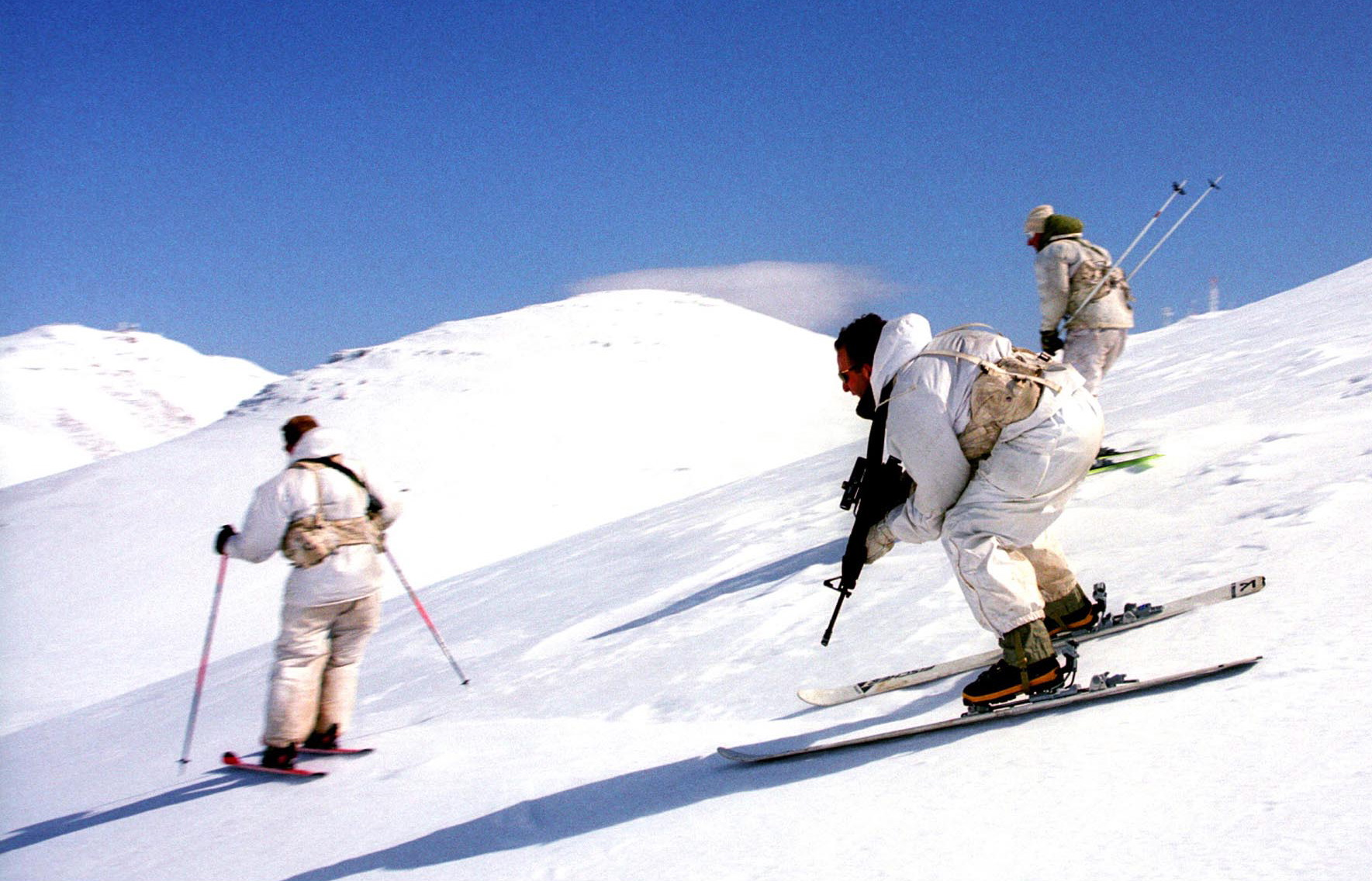
Израильские военнослужащие из подразделения альпинистов

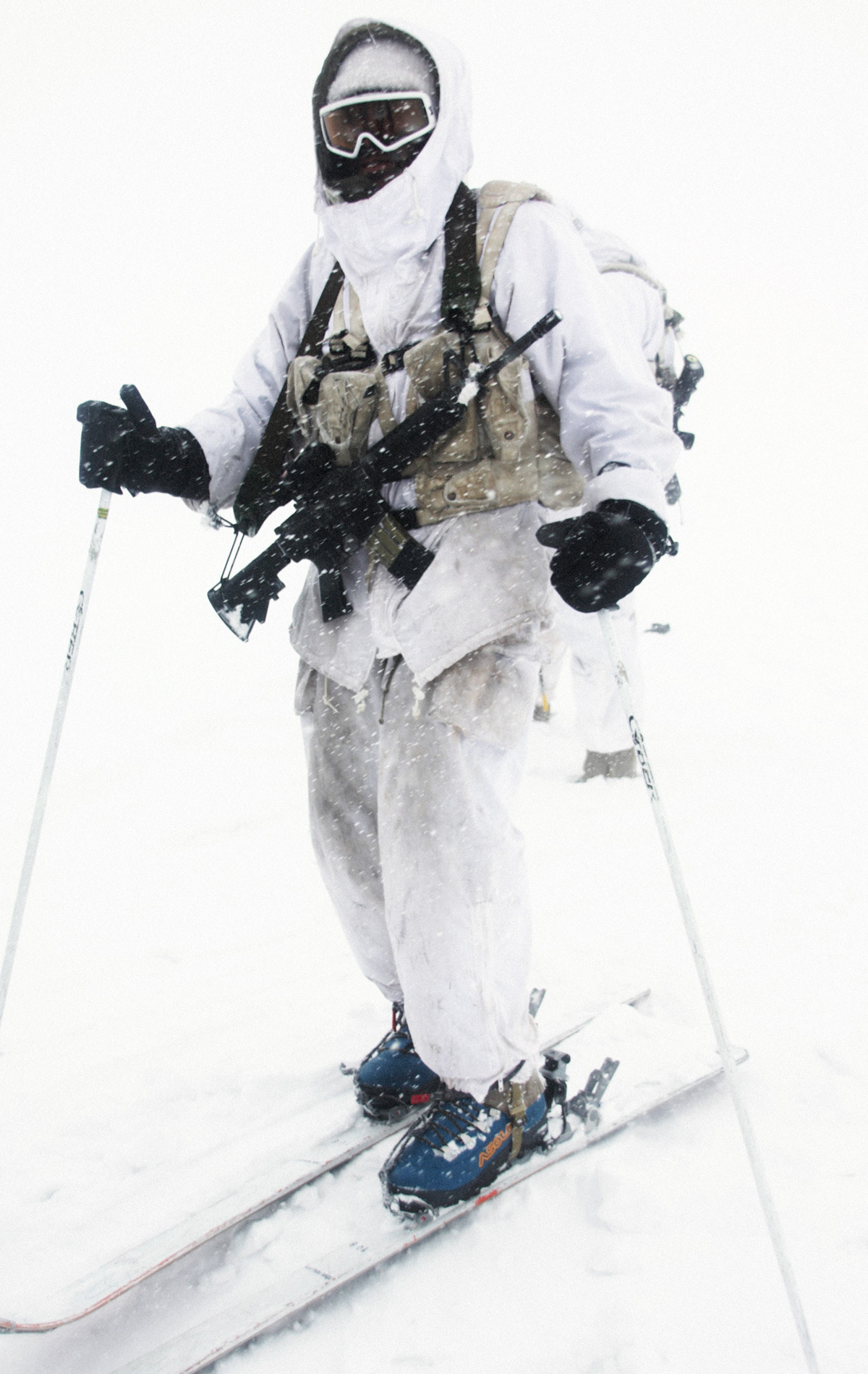
Военнослужащий ВС Израиля в полном обмундировании на лыжах, 22 января 2012 года.

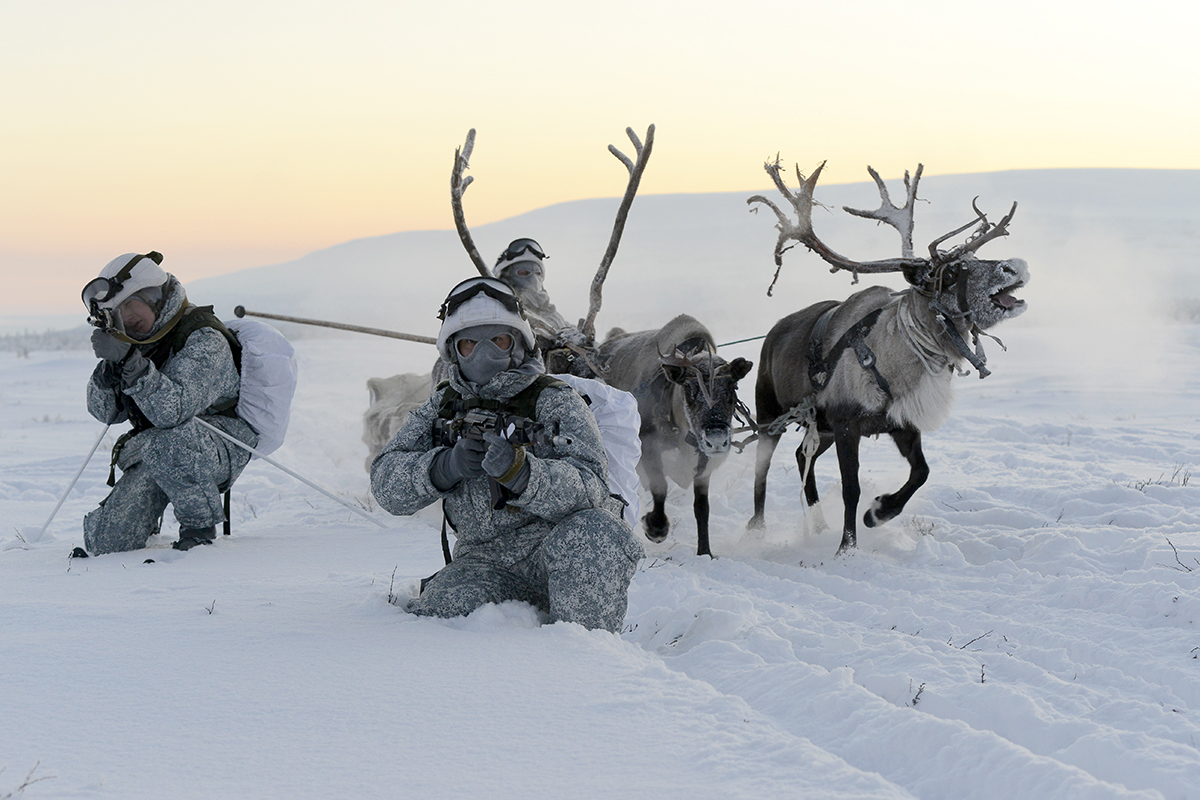
Военнослужащие 80 омсбр (а) на лыжах и оленьей упряжке

Лыжи использовались в военном деле давно. О раннем использовании лыж в военных действиях в древности можно судить по народным эпосам. В былинах, легендах и сагах, находили своё отражение и реальные события. В древней саге, где описывается поход основателя Норвегии — Нора, который пришёл в Скандинавию на лыжах и разбил лапландцев. Первые достоверные упоминания о применении лыж в военном деле (боевых действиях) относятся к 1199 году. Историк А. Саксо описывает войну финнов на лыжах. В марте 1200 года в сражении под Осло шведский король Сверкер приказал начальнику отряда лыжников Павлу Бельте предварительно провести разведку на лыжах. Сохранились в источниках и упоминания их использования в записях датского летописца Сакса Грамматика в XIII веке.
На Руси, в те времена, лыжи также широко использовались в военных действиях. Во времена зимних походов формировалась рать из числа людей, умеющих ходить на лыжах. В Никоновской летописи сообщается об успешном походе 1444 году русской рати, отправленной великим князем Василием на защиту Рязани от хана Мустафы из Золотой Орды. Возглавляемый воеводами Василием Оболенским и Фёдором Голятевым, лыжный отряд окружил и уничтожил татарскую конницу. «Лыжная рать», в 1499 году посланная в Югорскую землю, завоевала её, проходив всю зиму на лыжах. Во время зимнего похода 1534 году, для возврата Русской земли, на Запад России в Литву, в составе русского войска была также отправлена лыжная рать.
В 1499 году Иван III послал лыжную рать во главе с князем Семёном Курбским для освобождения Югорской земли от татар. Югорской землёй называлась в то время часть Северо-Западной Сибири, расположенной между Полярным Уралом и рекой Обью. Широко применялись лыжи в походах русских отрядов через Уральские горы, в Сибирь, при освобождении русских земель от татаро-монгольского ига. Успешно использовались лыжи в походах сибирских казаков против хана Кучума (вторая половина XVI века). Отряды, возглавляемые казачьим атаманом Ермаком Тимофеевичем, в зимнее время одержали ряд побед над татарской конницей.
Лыжные отряды воевали и на западных границах Руси. В 1534 году в походе на Литву успешные действия лыжной рати оказали решающее влияние на исход всей военной компании.
В северных странах в период средневековья в войнах постоянно принимали участие лыжники. Имеются сведения применения лыж в разведке или даже о сражениях целых лыжных отрядов. Известно, что в 1550 году по приказу норвежского министра формировались лыжные роты «из лучших и быстрейших мужчин, каких только можно найти и какие пожелали бы добровольно и охотно пойти на службу».
В XVII веке на Руси также имелись воинские лыжные формирования. Так, в 1608—1610 годах в боях против польской конницы при снятии осады с Троицко-Сергиевской лавры успешно действовал пятитысячный лыжный отряд под командованием М. Скопина-Шуйского. Упоминает это событие Н. М. Карамзин: «Князь Иван Куракин с россиянами выступил на лыжах из лавры к Дмитрову и под стенами его увидел Сапегу. Началось кровопролитное дело, в коем россияне блестящим мужеством заслужили громкую хвалу». Имеются сведения о том, что в шведско-русской войне в 1610 года со стороны шведов также принимал участие лыжный отряд в количестве около 4 000 человек под командованием полковника де ля Гарди. В дальнейшем у шведов, норвежцев и датчан лыжники принимали участие в военных действиях, но постоянной организации лыжных формирований в вооружённых силах государств не было.
В зимнее время лыжи применяли отряды шишей против польско-литовских войск в период Смутного времени, в местах зимовки войск гетмана Яна Ходкевича.
Историк Илловайский пишет, что шиши укрывались в лесах и дебрях, откуда высматривали и выслеживали неприятелей, затем неожиданно нападали на них, забирали у них собственное, а в других случаях — награбленное имущество. Иногда группы, подвергшиеся нападению шишей, совершенно истреблялись. Зима благоприятствовала действиям шишей. Зимой польская конница испытывала затруднения из-за глубоких снегов, шиши же пользовались лыжами для быстрых нападений, а в случае неудачи — для быстрого отступления и бегства.
В XVIII веке Норвегия первой из северных стран стала уделять больше внимания развитию применения лыж в воинских частях. В 1733 году было издано первое наставление по лыжной подготовке для воинских частей. В то же время военное ведомство Норвегии стремилось к развитию лыж среди гражданского населения, рассчитывая тем самым пополнить лыжные отряды за счёт рекрутов, уже владеющих лыжами.

### XIX век

Русский военнослужащий на лыжах, 1898—1899 годы

Датско-норвежские (в основном, норвежские) лыжные войска применялись против Швеции во время Наполеоновских войн 1807—1814 годов.
Применялись лыжники в тот период и Русской армией: так, во время Шведской войны 1808—1809 годов в районе местечка Артмэ, в Нюландской губернии, невзирая на глубокие снега, в феврале 1808 года, русские войска (21-я дивизия князя Багратиона, около 9 000 человек личного состава) стремительно атаковали неприятеля, пустив в охват флангов бывшую на лыжах часть пехоты. Шведы спешно отступили по Тавастгусской дороге.
В 1893 году Главный штаб русской армии с целью обучения применения и развития использования лыж издал циркуляр № 193, где указывалось: «На упражнения в пользовании лыжами надлежит обратить особое внимание, распространив занятия этим не только на охотников, но по возможности и на прочих нижних чинов части». Но желаемого улучшения в работе по лыжам во всех воинских частях это указание не принесло. Только лишь в егерских частях, расквартированных в Москве и Петербурге, проводилась успешная работа по лыжам. Для лыжных команд гвардейских частей Петербургского военного округа ежегодно разыгрывался специальный приз, по лыжной подготовке, который вручался победителям.
В истории сохранился переход команды охотников Измайловского полка (67 человек), которая прошла на лыжах около 1 000 километров за 20 суток. В период русско-японской (1904—1905 годов) и Первой мировой войн были предприняты отдельные попытки применить лыжные формирования в боевых действиях и санитарной службе.
В финских стрелковых батальонах Русской армии существовали охотники, упражняющиеся в хождении на лыжах, лыжами пользовались и полковые охотничьи команды РИА.

### Первая мировая война

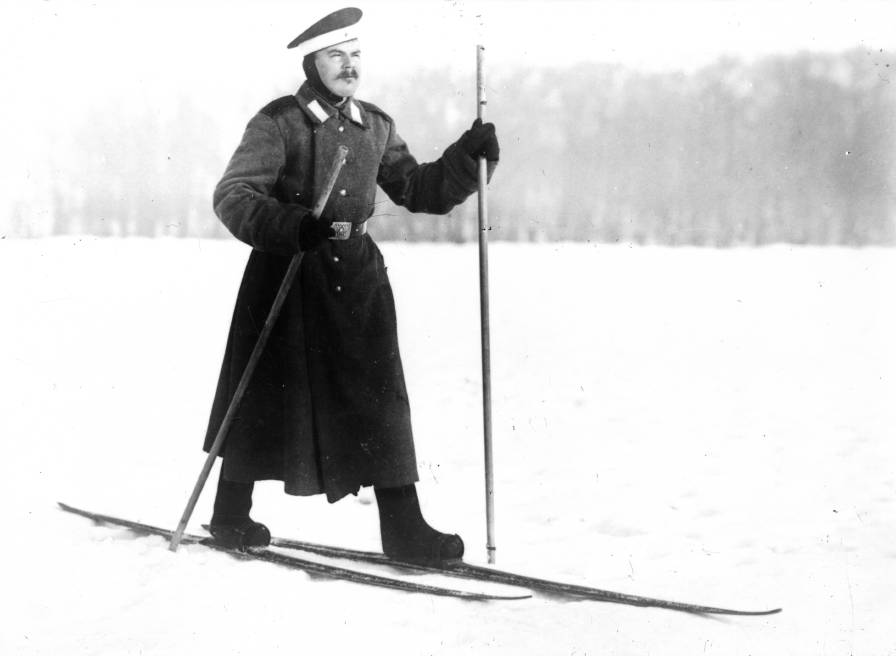
Русский солдат на лыжах и в валенках, 1900—1916 года

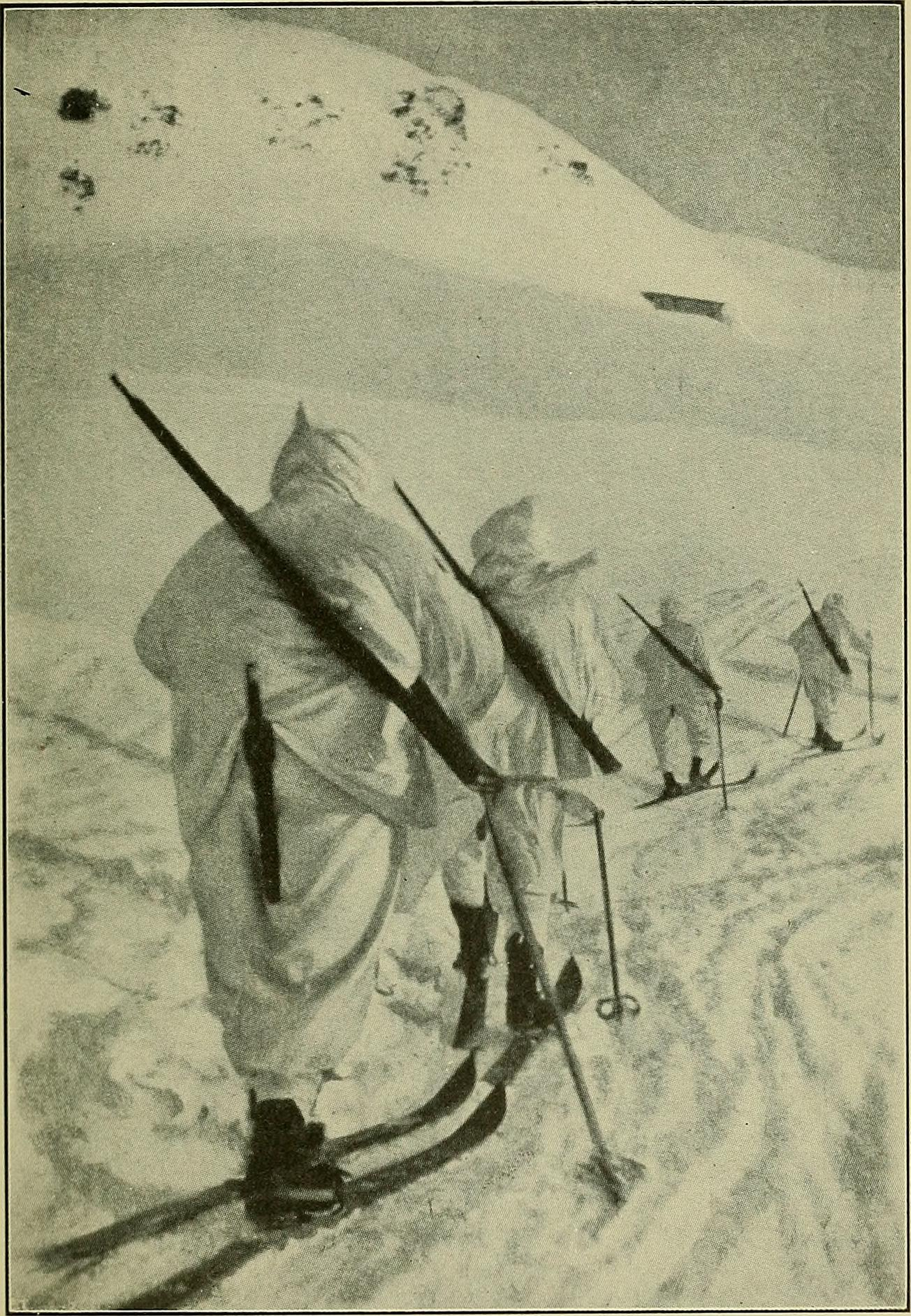
Итальянские солдаты на лыжах в белых зимних камуфляжных костюмах 1917 год

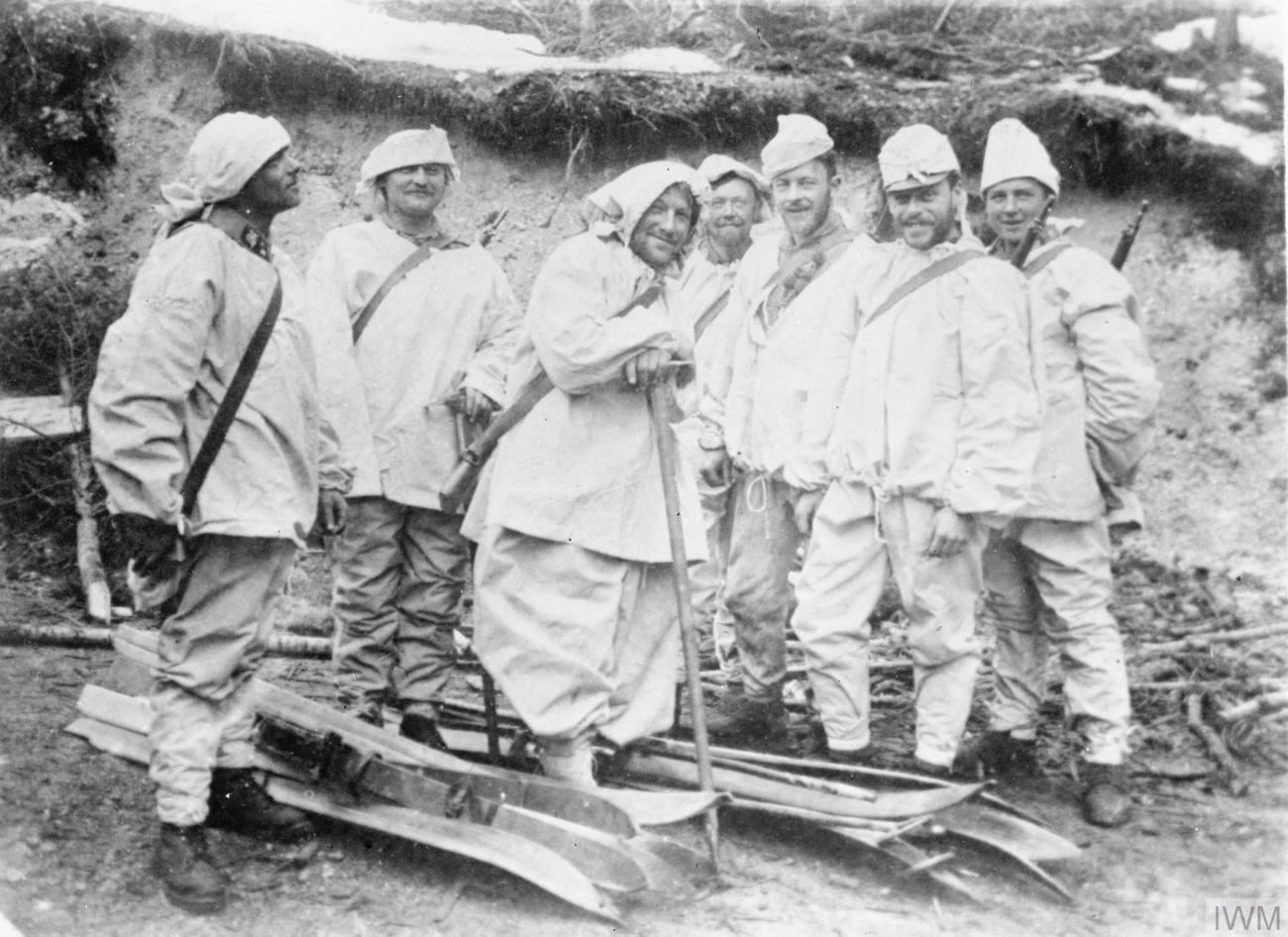
Австро-венгерский лыжный патруль на Итальянском фронте

К началу Первой мировой войны практически все крупные страны Западной Европы имели лыжные формирования, которые затем принимали участие в военных действиях в 1914—1918 годов. Такие горнострелковые и егерские части особенно эффективно использовались в Альпах, Вогезах и Карпатах как со стороны Австро-Венгрии и Германии, так и со стороны Франции и Италии (альпийские стрелки, горные войска).
Во время Первой мировой войны итальянская армия сформировала 88 батальонов альпийских стрелков. Их целью являлось круглогодичное ведение боевых действий в наиболее высоких областях Альп. Большая часть батальонов после окончания войны была распущена.
В 1918 году в России было организовано всеобщее военное обучение (Всевобуч) рабочих и крестьян в возрасте до 40 лет и допризывная подготовка молодёжи начиная с 16 лет. В программу Всевобуча было включено и военно-лыжное дело. Позднее пункты Всевобуча стали центрами развития лыжного спорта в стране.
Лыжные отряды, сформированные на учебных пунктах Всевобуча, участвовали в операциях во время отражения интервенции и гражданской войны. С учётом первых успехов бойцов-лыжников, в боевых действиях было принято решение об организации лыжных отрядов. Так, до конца 1919 года было подготовлено 75 лыжных рот, а в последующие месяцы ещё 12. Всеобуч не только проводил подготовку лыжных отрядов, но и готовил на своих курсах инструкторов по военно-лыжной подготовке. Были выпущены первые руководства по лыжному спорту: «Наставление по обучению лыжных частей», «Положение об отдельных лыжных ротах и командах».

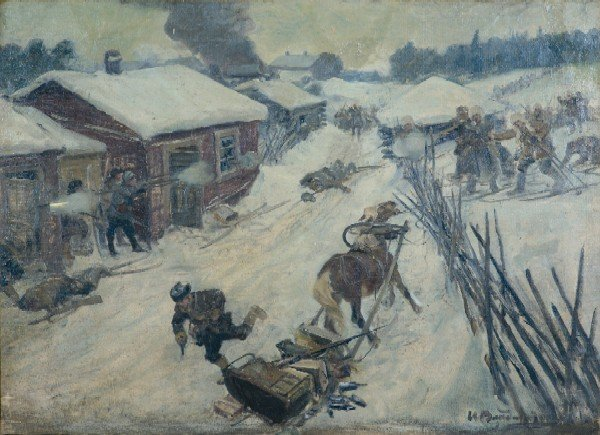
Военные лыжники Гражданской войны

Лыжные формирования (роты, отряды) внесли свой вклад в победу большевиков на фронтах Гражданской войны, что способствовало широкому распространению лыжного спорта и признанию его оборонного и прикладного значения для государства рабочих и крестьян. Лыжи стали важным средством физической подготовки во всех родах войск Красной Армии и в последующие годы были введены в программу военных учебных заведений.
В Красной Армии среди воинских частей и подразделений стали проводиться соревнования по лыжному спорту, в том числе и по прикладному виду использования лыж, так называемая «Гонка патрулей» (командные соревнования гонка, на дистанцию 30 км со стрельбой), лыжные переходы. Одним из самых массовых соревнований в предвоенные годы стали первенства среди подразделений и частей Красной Армии по лыжному спорту.
Совершались и большие переходы подразделений, например: «Иркутск — Москва», командиры и бойцы РККА, участники пробега преодолели за 83 ходовых дня 5 800 км, со средней скоростью 75 км в сутки, или «Бочкарёво (Дальневосточный край) — Москва», группа командиров прошла 8 134 км за 87 дней со средней скоростью 93 км в сутки, а лыжный переход Байкал — Баренцево море стал самым длинным лыжным переходом в СССР, до сих пор не имеющий аналогов в мировой истории лыжного спорта и вооружённых сил.

### Вторая мировая война

#### Советско-финская война

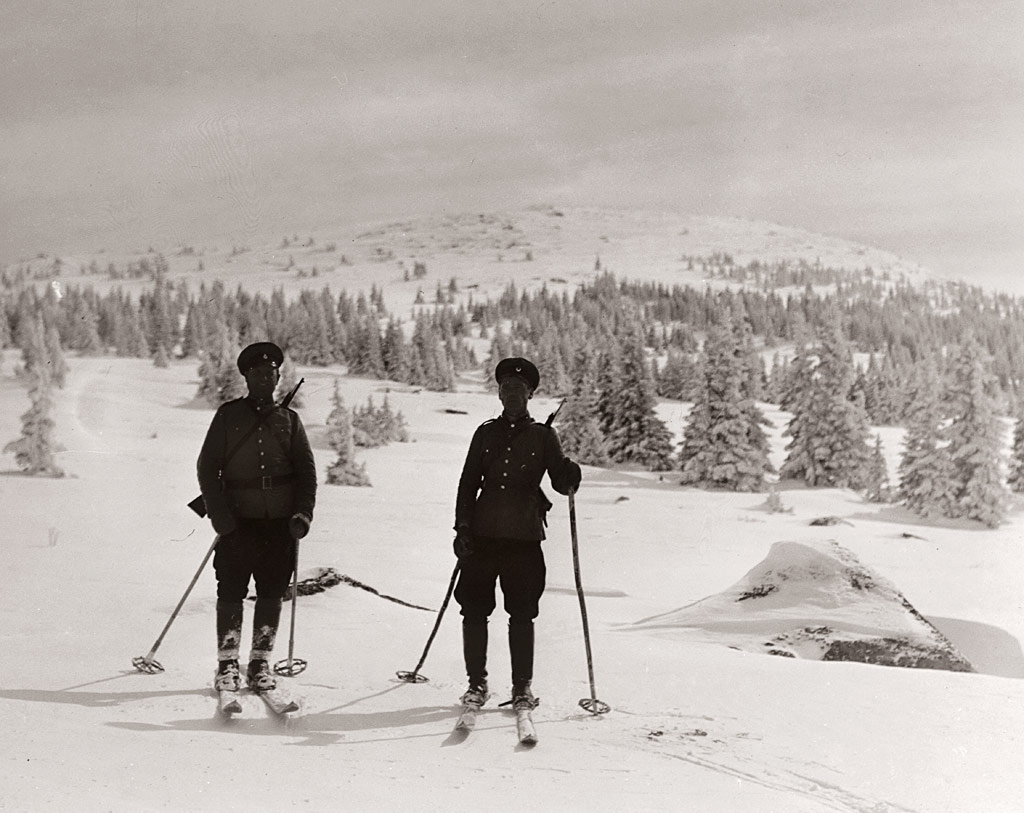
Болгарский лыжный патруль в 1930-х годах

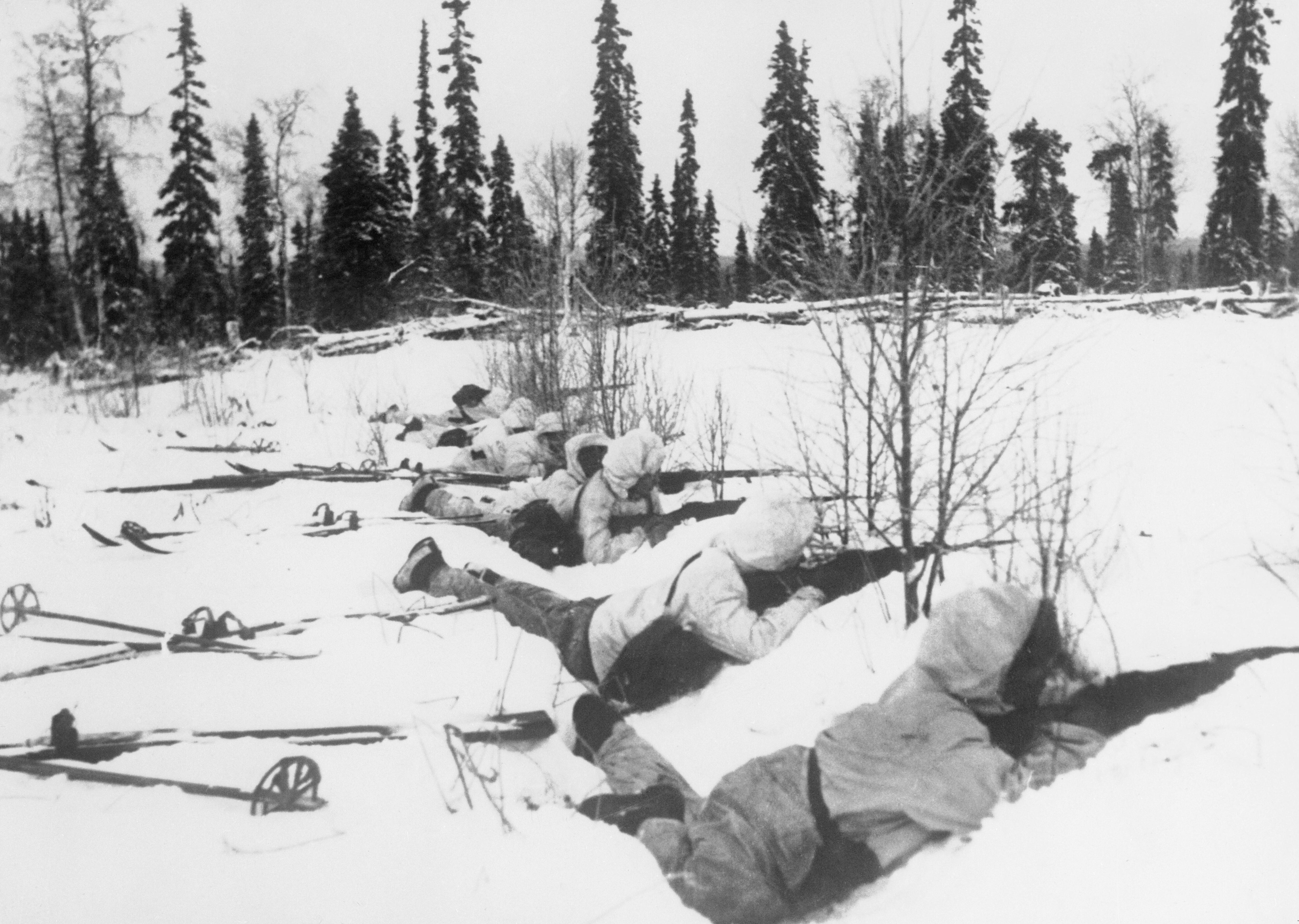
Финская пехота на лыжах, январь 1940 года

В ВС Финляндии лыжную подготовку проходили все военнослужащие пехотных, егерских, пограничных, артиллерийских и санитарных частей, в обязательном порядке. Лыжные диверсионные формирования комплектовались из хорошо обученных военнослужащих, отлично владеющих стрелковым оружием. В Советско-финской войне основными объектами их нападения были обозы, отдельные автомашины, части на марше, небольшие группы бойцов, линии связи штабов, как в тылу Красной Армии, так и на советской территории. Вооружённые в основном пистолетами-пулемётами «Суоми» и лёгкими пулемётами «Лахти», они осуществляли внезапные огневые налёты, из засад, и так же внезапно отступали, умело пользуясь знанием местности. Лесистая местность без дорог, на которой действовали финские лыжники, зачастую превращалась в капкан для наступающих по дорогам частей Красной армии. В сражении при Суомиссалми две советских стрелковых дивизии с приданными им подразделениями усиления (около 45 тыс. человек) были разбиты тремя полками финских лыжников (около 11 тыс. человек), при этом советские войска понесли значительные потери. Применяя такую тактику, им удавалось наносить удары, которые приводили к значительным потерям, и даже сеять панику в тылу советских войск.
24 декабря 1939 года, только через месяц после начала войны, на основе директивы НКО СССР № 0672 началось создание лыжных добровольческих частей, прежде всего из студентов, рабочих и служащих. К началу февраля 1940 года было сформировано 77 отдельных лыжных батальонов и 28 лыжных эскадронов, из которых 54 находились в рядах действующей Красной Армии. В Финской войне зимой 1939—1940 годов отличились лыжные отряды, сформированные из призванных студентов Ленинградского института физической культуры им. П. Ф. Лесгафта. Советские лыжники прославились дерзкими рейдами в тылы противника, где они уничтожали штабы, нарушали связь. Так, отряд под командованием Александра Лодейникова углубился на 80 км за линию фронта, вышел на офицерскую базу, окружил её и уничтожил, забросав гранатами.
В Заполярье особый лыжный отряд штаба 14-й армии, под командованием капитана В. С. Знаменского 21—27 февраля 1940 года, выполняя боевую задачу в тылу противника на расстоянии 150 км от линии фронта, разгромил вражеский штаб, добыл важные документы и блокировал единственную дорогу от Петсамо до Рованиеми. Заняв и укрепив оборону на высоте Безымянная, отряд в течение четырёх суток оборонял её. 7 мая 1940 г. Знаменскому было присвоено звание Героя Советского Союза.
Особенно отличился отряд под командованием чемпиона страны по лыжным гонкам Владимира Мягкова. Его имя было известно во всех действующих воинских частях. Отряд В. Мягкова успешно выполнял все задания командования в тылу врага. Во время одного из рейдов в тыл противника отряд уходил от преследования. Бойцы устали от длительных переходов, боеприпасы были на исходе, но важные разведданные необходимо было доставить командованию. Спасая товарищей, В. Мягков один остался прикрыть отход отряда. Он до последней минуты отстреливался, дав тем самым своим бойцам уйти за линию фронта. За мужество и отвагу В. Мягкову посмертно присвоено звание Героя Советского Союза. За воинскую доблесть и боевые подвиги правительство наградило орденами и медалями 69 студентов-лыжников.
Командир 60-го отдельного добровольческого лыжного батальона, 7-й армии, Северо-Западного фронта А. А. Дьяконов в марте 1940 года отличился в боях за остров Туппурансари — остров Вихревой в Выборгском заливе. После 25-километрового марша отряд Дьяконова вышел в тыл противника, захватил и удержал позиции на этом сильно укреплённом острове. Бой продолжался 17 часов. Дьяконова ранило, но он остался в строю. В дальнейшем отряд перерезал автостраду Выборг — Хельсинки. 21 марта 1940 года А. А. Дьяконову было присвоено звание Героя Советского Союза.

#### Великая Отечественная война

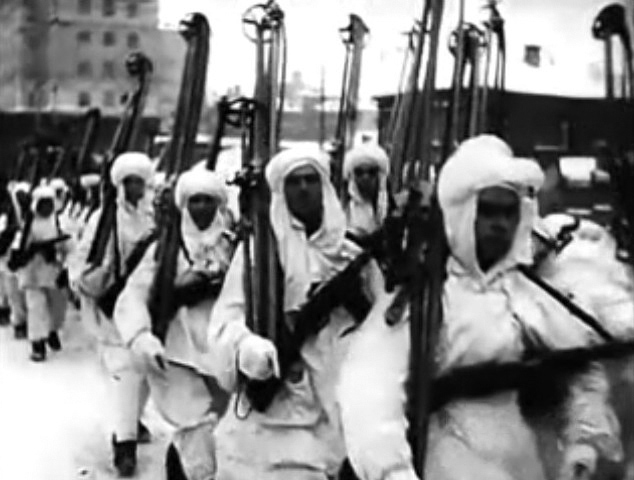
Советские стрелки на лыжах, 1942 год

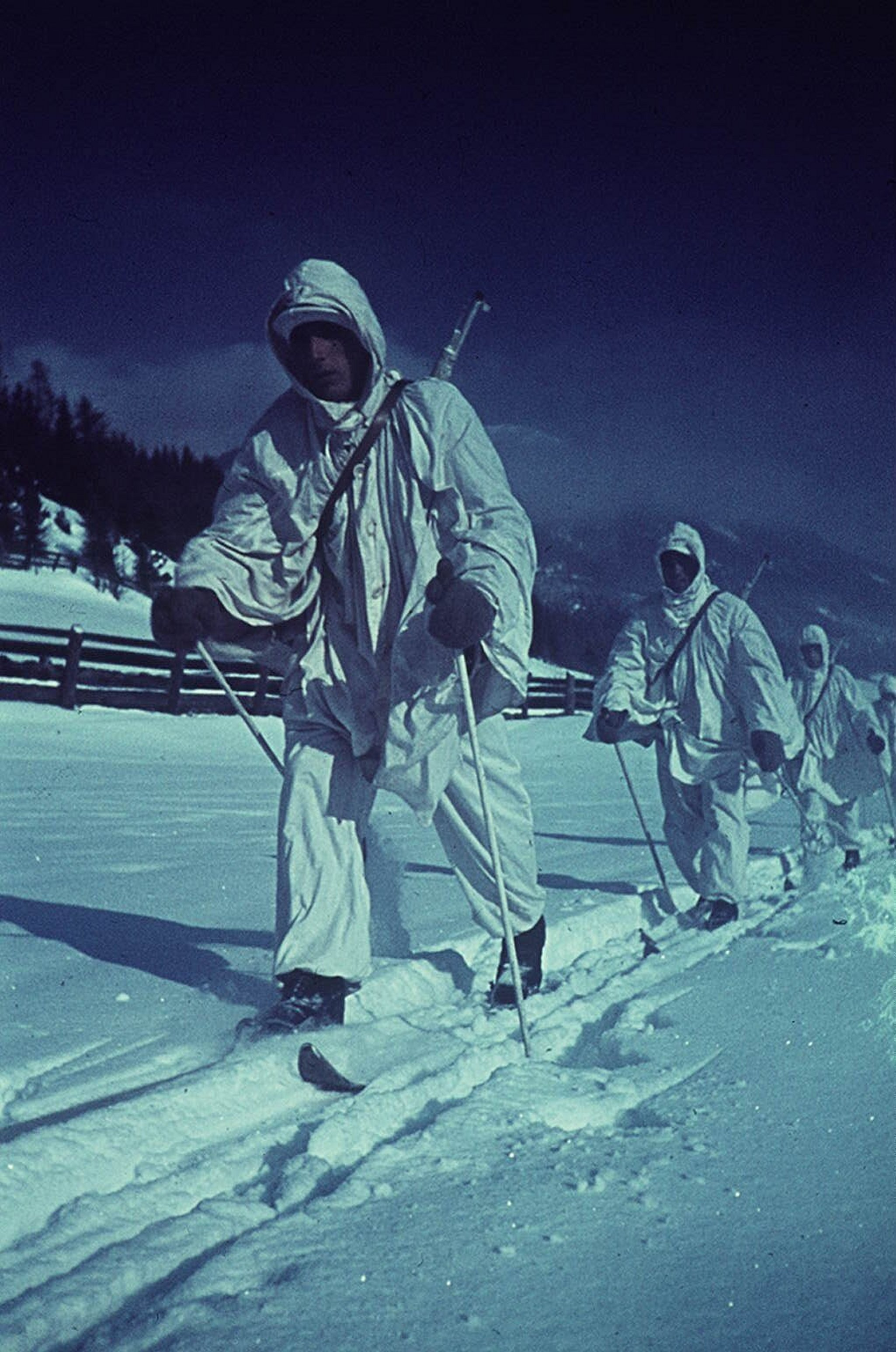
Немецкие лыжники в Баварии 1942 год

В начале войны лыжные подразделения начали формироваться в основном в Уральском военном округе, затем география была расширена. Нередко возникали проблемы со снабжением качественными лыжами, учётом погибших.
Советский Союз активно использовал лыжные войска во время Второй мировой войны, в особенности во время контрнаступления под Москвой в 1941—1942 годах. Под Москвой во время генерального сражения за столицу и в ходе контрнаступления действовало более 30 специальных лыжных батальонов, составленных из лучших спортсменов страны, Красная Армия сумела применить опыт финской войны. Это коснулось в первую очередь манёвренных боевых действий зимой, экипировки и снабжения войск. Так, советское командование, испытывая нехватку в броневой технике, применяло в качестве войск прорыва, где это было возможно, кавалерию и отдельные лыжные бригады, которые, опираясь на приобретённый в «зимней войне» опыт, обходили фланги противника.
Под Ленинградом партизанские отряды из числа студентов-лыжников, вели военные действия, используя свои умения и навыки в лыжном спорте и других военно-прикладных видах спорта. Враги прозвали эти отряды «лыжной смертью». Только за первый год войны они уничтожили около 3 000 солдат и офицеров противника, взорвали 87 железнодорожных мостов, пустили под откос более 1000 вагонов с войсками и военными грузами, совершили нападение на 24 вражеских аэродрома.
Существовала специальная группа лыжников, действовавших в годы Великой Отечественной войны в тылу врага, это отряд Особой группы НКВД СССР (позднее — омсбОН). Участвовала в обороне Москвы. С марта 1942 года по сентябрь 1944 года — специальный разведывательно-диверсионный отряд «Ходоки», развёрнутый в специальный партизанский отряд им. Ф. Э. Дзержинского, действовавший на территории Орловской, Житомирской, Черниговской, Гомельской и Брестской областей, а также в Польше.
В годы войны, огромный вклад в дело становления и развития лыжных воинских частей и подразделений РККА внёс начальник Управления лыжной, горной и физической подготовки РККА генерал-лейтенант А. А. Тарасов.
Лыжи и сани использовались норвежскими войсками для транспортировки личного состава во время Норвежской кампании в 1940 году, а в операции «Ганнерсайд» парашютный десант прошёл на лыжах значительные расстояния с целью достичь и уничтожить завод «Веморк» по производству тяжёлой воды в Рьюкане (губерния Телемарк, Норвегия), который использовался нацистами для осуществления программы ядерных исследований.
В послевоенные годы лыжная подготовка была введена во всех военных учебных заведениях, воинских частях различных родов войск Вооружённых Сил СССР. Зимой проводились различные соревнования по лыжной подготовке, кроссы на 5 и 10 км, лыжные марши на 30 и 60 км.

##### Память

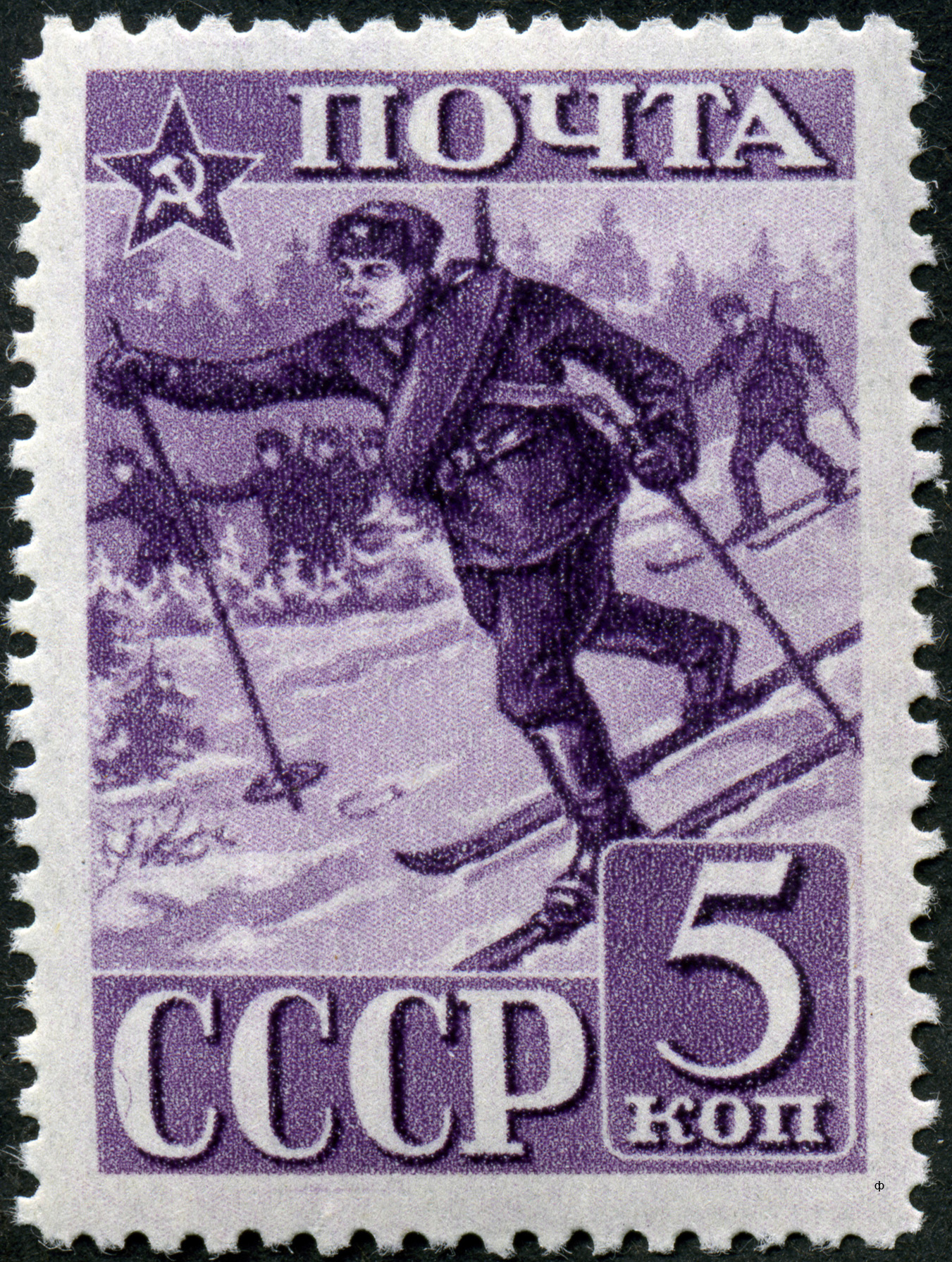
Советские военнослужащие на лыжах, марка почты СССР

Память о лыжных подразделениях СССР увековечена в некоторых населённых пунктах. Так:
- в 1974 году в Адмиралтейском районе Ленинграда (Санкт-Петербург, ул. Декабристов, 35Е) был установлен Памятник бойцам лыжных батальонов[13];
- в 1985 году, в поселке Увал г. Курган, открыт Мемориал воинам 32-го лыжного полка (полное наименование: 32-й учебный запасный лыжный полк) работы скульптора В. П. Лытченко-Меткого. Это ростовая фигура солдата в шинели, который в правой руке держит автомат, в левой — лыжи с палками. Подножием монумента служит гранитная плита, в фундамент которой замурован прах неизвестного воина, найденный на местах боёв одной из частей, сформированных из курсантов 32-го лыжного полка — в районе города Ржев[14];
- в 1980 году[15] в Челябинске открыт музей на базе детско-юношеской спортивной школы олимпийского резерва № 5, посвящённый бойцам отдельных лыжных батальонов[16][17]. С 2016 года одна из улиц города носит название Лыжных батальонов[18]. В городе (тогда пригороде) в годы ВОВ на базе 21-й запасной стрелковой бригады было подготовлено свыше 50 000 военных лыжников[16][19], всего в Челябинской области было сформировано и отправлено на фронт 5 лыжных бригад и 21 отдельных лыжных батальонов[20], в частности: 15-я, 16-я лыжные бригады, 39-й, 40-й, 43-й, 44-й, 155-й, 157-й, 217-й, 218-й, 242-й, 243-й[21], 611-й[22] батальоны.
- в 2019 году в Палоахо (возле города Кухмо, Финляндия) был открыт памятник посвящённый 9-му отдельному лыжному батальону, участвовавшему в советско-финской войне и потерявшему почти весь личный состав[23];
- в 2020 году в Архангельске была открыта стела «Лыжникам в валенках», посвящённая 9-му отдельному лыжному батальону, участвовавшему в советско-финской войне[24].